# Tsukihime
Tsukihime (яп. 月姫 Цукихимэ, букв. «Лунная принцесса») — японский визуальный роман, разработанный додзин-кружком Type-Moon и выпущенный для PC 27 декабря 2000 года на зимнем Комикете. В 2003 году оригинальная игра была включена в сборник Tsukibako, где был осуществлён переход с игрового движка NScripter на KiriKiri. Визуальный роман состоит из пяти сюжетных арок, разделённых на два сценария («Видимая сторона» и «Обратная сторона»), и повествует о мистических событиях, связанных с появлением вампиров в японском городе Мисаки, в которые оказался втянут главный герой произведения — старшеклассник Сики Тоно.
На основе сюжетной арки одной из героинь студией J.C.Staff был выпущен аниме-сериал Shingetsutan Tsukihime (яп. 真月譚月姫 Сингэцутан Цукихимэ), транслировавшийся с 9 октября по 25 декабря 2003 года на различных телеканалах Японии. По сравнению с первоисточником режиссёром адаптации Кацуси Сакураби был произведён ряд сюжетных изменений, получивших неоднозначную оценку критиков и резкое неприятие в среде фанатов. В период с 2003 по 2010 год издательством ASCII Media Works в журнале Dengeki Daioh осуществлялась публикация манги Shingetsutan Tsukihime, составившей десять танкобонов.
В 2001 году Type-Moon был выпущен сиквел визуального романа под названием Kagetsu Tohya, а год спустя было продолжено развитие франшизы началом издания серии файтингов Melty Blood, основанных на сюжете оригинальной игры. Помимо этого было выпущено несколько комедийных спин-оффов в формате манги, базирующихся на сеттинге Tsukihime. Выпуск ремейка оригинальной игры под названием A piece of blue glass moon на платформах PS4 и Nintendo Switch состоялся 26 августа 2021 года.

## Игровой процесс

Игровой экран в Tsukihime (2000). Сцена с Акихой (слева) и Хисуи (справа)

По аналогии с другими представителями жанра визуальных романов, игровой процесс Tsukihime отличается низким уровнем интерактивности и состоит из сцен со статичными двумерными изображениями персонажей в перспективе от первого лица, во время которых подаются диалоги в виде сопутствующего текста. Всё повествование ведётся от имени главного героя произведения, Сики Тоно, и включает как сцены текущих событий, так и фрагменты воспоминаний персонажа. В определённые разработчиками моменты воспроизведение текста прекращается и игроку предлагается сделать выбор из нескольких вариантов действий, определяющих дальнейшее течение событий. Некоторые из подобных решений влияют на развитие привязанности главного героя к ключевым женским персонажам (Арквейд, Сиэль, Акиха, Хисуи, Кохаку), а другие создают специфические условия, учитывающиеся в дальнейших игровых сценах.
Визуальный роман структурно состоит из пролога, введения, пяти сюжетных арок, переход на которые происходит в зависимости от выборов, совершённых игроком во введении, и эпилога «Затмение» (англ. Eclipse), доступ к которому открывается после прохождения игры на все положительные концовки. Сюжетные арки подразделяются в зависимости от выбранной завязки событий во введении на два сценария: «Видимая сторона» (англ. Near side) и «Обратная сторона» (англ. Far side). В игре установлен строгий порядок прохождения сюжетных арок (изначально читателю доступен только сценарий «Видимая сторона»), постепенно раскрывающих отдельные детали фабулы произведения и заблокированных до полного прохождения предыдущих на истинные концовки. Помимо этого каждая из арок содержит романтическую линию с одной из героинь, в которую по сюжету влюбляется Тоно Сики, развивающуюся вплоть до интимных сцен.
Каждая сюжетная арка неизменно завершается специфичной концовкой, которая зависит от принятых в ходе игры решений. В Tsukihime имеется 9 возможных положительных концовок, подразделяющихся на «истинные» и «хорошие» и связанных с судьбой героини, выбранной для развития романтических отношений (остальные концовки приводят к смерти главного героя и считаются «плохими»). Каждая из героинь, кроме Кохаку, имеет по одной хорошей и одной истинной концовке (для Кохаку доступна только истинная концовка). Первоначально читателю доступна только истинная концовка какой-либо из героинь, но после её завершения происходит разблокировка дополнительного выбора для повторного прохождения, который приводит к развитию событий до хорошей концовки. После получения концовки игроку демонстрируется сценка, в которой от лица Сиэль даётся краткое руководство по прохождению на прочие варианты развития событий. Для достижения всех возможных концовок требуется неоднократная переигровка, при этом виденные ранее сцены автоматически предлагаются игрой к пропуску ради ускорения игрового процесса. В меню визуального романа имеется каталог изображений, заполняемый по мере демонстрации читателю новых сцен с иллюстрациями.

## Сюжет
События Tsukihime происходят в течение десяти дней в японском городе Мисаки (яп. 三咲). Главный герой романа — ученик старшей школы Сики Тоно — восемь лет назад в результате несчастного случая испытал состояние, близкое к смерти, но сумел выжить. После возвращения в сознание он обнаружил у себя способность «мистических глаз восприятия смерти» (яп. 直死の魔眼 тёкуси но маган) — возможность видеть «смерть» любой сущности в форме линий и точек (любой разрез, проведённый по таким линиям, приводит к безвозвратному уничтожению сущности предмета). Первоначально Сики не мог установить контроль над своим обретённым даром и испытывал, как побочные эффекты, постоянные головные боли и стресс. Однако на помощь ему пришла маг Аоко Аодзаки (яп. 蒼崎青子 Аодзаки Аоко), сделавшая специально для него очки, блокирующие эту способность. После выписки из больницы Сики по настоянию своего отца — Макихисы Тоно (яп. 遠野槙久 То:но Макихиса) — был отправлен на воспитание к дальним родственникам (семейной паре Арима (яп. 有間)) и сумел постепенно вернуться к жизни обычного человека, не пользуясь своей способностью. Единственным напоминанием о предыдущих событиях для главного героя оставались приобретённые от последствий несчастного случая хроническая анемия и периодические потери сознания. К моменту старта событий Tsukihime отец Сики скончался, и главный герой получил письмо от своей младшей сестры — Акихи Тоно — с требованием переселиться в их родовое поместье. В зависимости от выборов игрока в этот момент происходит ветвление на два сценария развития сюжета — «Видимая сторона» и «Обратная сторона».

### Видимая сторона
Спустя сутки после переезда Сики, возвращаясь домой из школы, случайно увидел среди прохожих молодую девушку, напоминающую иностранку, и, поддавшись неконтролируемому внутреннему желанию, в тот же день выследил её и расчленил, применив способность «мистических глаз». Немедленно придя в себя и испытывая раскаяние за произошедшее, он скрылся с места происшествия, но на следующий день по пути в школу вновь встретил убитую вчера девушку. После неудачной попытки бегства девушка настигает Сики, раскрывает ему правду о том, что является вампиром по имени Арквейд Брюнстад, и требует в качестве извинений за вчерашнее «убийство» побыть некоторое время её телохранителем до полного исцеления её ран. После согласия Сики Арквейд объясняет ему, что принадлежит к числу «истинных предков» (яп. 真祖 Синсо) (вампиров от рождения) и прибыла в город для устранения другого вампира, относящегося к «мёртвым апостолам» (яп. 死徒 Сито) (вампирам, изначально бывшим людьми, но в результате укуса другого вампира или магических экспериментов ставшим нежитью). По ходу сценария выясняется, что с этой же целью в Мисаки уже находится представитель Церкви (яп. 聖堂教会 Сэйдо: Кё:кай), выдающая себя за учащуюся одной с Сики школы — агент организации «Похоронное агентство» (яп. 埋葬機関 Майсо: Кикан) Сиэль, которая состоит в резкой конфронтации с Арквейд. В обеих сюжетных арках (Арквейд и Сиэль) героями был уничтожен многократно перерождавшийся ранее мёртвый апостол Роа (яп. ロア).

### Обратная сторона
Главный герой перед возвращением испытывает ностальгические чувства к своему прежнему окружению и проводит больше времени в поместье семьи Тоно с сестрой Акихой и её горничными — Хисуи и Кохаку. В день переезда из-за смены маршрута он оказывается попутчиком со своей одноклассницей Юмидзукой Сацуки. Юмидзука рассказывает Сики о забытых обстоятельствах их первой встречи, когда он освободил её из запертого школьного склада, и просит главного героя прийти ей на помощь в будущем вновь, если она попросит об этом. На следующий день Сики обнаруживает, что Сацуки не явилась в школу и пропала сразу же после вчерашней совместной прогулки с ним. Заподозрив неладное и испытывая чувство ответственности, после школы Сики отправляется на поиски Юмидзуки. Поздней ночью он натыкается в одной из городских переулков на несколько расчленённых трупов и оказавшуюся рядом с ними Юмидзуку с окровавленными руками, которая признаётся ему, что стала «мёртвым апостолом» после произошедшего накануне нападения вампира. Сики принимает решение отпустить Сацуки, но на следующий день получает звонок от неё с просьбой о помощи. Явившись на условленное место встречи в городском парке, Юмидзука признаётся Сики в любви и предлагает ему стать вампиром вместе с ней, но, получив отказ, нападает на него, решив провести этот процесс насильственно. Воспользовавшись своей способностью, Сики убивает Юмидзуку, которая перед смертью благодарит его за прекращение страданий. Испытывая муки совести, герой пытается вновь жить обычной жизнью, но вскоре обнаруживает многочисленные тайны, скрываемые от него в особняке Тоно, и сталкивается с вампиром, обратившим Юмидзуку. Им оказывается СИКИ Тоно (яп. 遠野四季 То:но Сики) — носитель вампира Роа, ещё не принявшего свою истинную форму, как в сценарии «Видимой стороны», и настоящий брат Акихи, пытавшийся убить Сики восемь лет назад, что потом с помощью внушения было представлено главному герою как «несчастный случай». Во всех трёх сюжетных арках (Акиха, Хисуи и Кохаку) Сики одерживает верх над своим сводным братом и, приняв правду о семье Тоно, продолжает жизнь в поместье.

## Главные герои
Сики Тоно (яп. 遠野 志貴 То:но Сики) — герой-рассказчик, ученик второго класса старшей школы, память которого о событиях, предшествовавших несчастному случаю, практически отсутствует или отрывочна. Изначально происходит из семьи потомственных охотников на демонов Наная (яп. 七夜), уничтоженной Макихисой Тоно, который решил сохранить единственному выжившему — Сики — жизнь и усыновить его по причине схожести имени с именем его родного сына. До переезда наиболее близким к Сики человеком был его друг и одноклассник Арихико Инуи (яп. 乾有彦 Инуи Арихико). Сики после возвращения в поместье Тоно получил единственный уцелевший предмет из своей родной семьи — фамильный нож. В ходе событий игры видит по ночам от первого лица сцены убийства других людей и подозревает себя в совершении этих преступлений.
Сэйю: Кэнъити Судзумура (аниме), Рёсукэ Канэмото (ремейк игры)
Арквейд Брюнстад (яп. アルクェイド・ブリュンスタッド Арукуэйдо Бурюнсутаддо) — последний выживший представитель истинных предков. Не употребляет кровь и всячески подавляет в себе жажду к ней. Периодически впадает в спячку в своём родовом замке, после чего пробуждается для уничтожения мёртвых апостолов. Считает своим заклятым врагом Роа, обманом заставившим Арквейд испить его крови и обратить в вампира, потеряв часть своих сил. Обладает знаниями о современном мире по различным печатным изданиям, но прежде не вступала в продолжительный контакт с людьми, к которым проявляет любопытство.
Сэйю: Хитоми Набатамэ (аниме), Икуми Хасэгава (ремейк игры)
Сиэль (яп. シエル Сиэру) — священнослужитель, выдающая себя за ученицу третьего класса старшей школы. Обладает бессмертным телом, поскольку была прошлым перерождением Роа, временно уничтоженным Арквейд. Пытается сблизится с Сики, зная, что именно представитель семьи Тоно стал новым носителем Роа, и ведёт наблюдение за ним. В ходе своего расследования начинает чувствовать привязанность к компании Сики и Арихико.
Сэйю: Фумико Орикаса (аниме), Каэдэ Хондо (ремейк игры)
Акиха Тоно (яп. 遠野 秋葉 То:но Акиха) — наследница дома Тоно, обладательница примеси демонической крови. Восемь лет назад была спасена Сики, закрывшим её своим телом во время нападения её родного брата. Благодаря своим врождённым способностям делит энергию со своим спасителем, продлевая ему жизнь, из-за чего вынуждена употреблять кровь Кохаку для компенсации собственных сил, постепенно превращаясь в демона. Влюблена в Сики и всячески пытается скрыть от него правду о семье Тоно и его происхождении из страха стать объектом ненависти своего сводного брата.
Сэйю: Сидзука Ито (аниме), Сино Симодзи (ремейк игры)
Хисуи (яп. 翡翠 Хисуи) — служанка дома Тоно, сестра-близнец Кохаку (считается младшей). Малоэмоциональна, из-за чего часто сравнивается главным героем с куклой. В детстве проводила много времени за играми вместе с Акихой и двумя Сики. Вместе с сестрой была взята в семью Тоно, поскольку обе они проявляют свойства «синхронизаторов» — людей, способных временно компенсировать потерю сил другого человека через кровь и половой контакт. Испытывает угрызения совести из-за участи своей сестры, отчего и перестала демонстрировать окружающим свои эмоции.
Сэйю: Юми Какадзу (аниме), Кана Итиносэ (ремейк игры)
Кохаку (яп. 琥珀 Кохаку) — служанка дома Тоно, сестра-близнец Хисуи (считается старшей). В противоположность сестре, внешне жизнерадостна, подвижна и разговорчива. С раннего детства была объектом физического и сексуального насилия со стороны Макихисы Тоно, боровшегося таким образом с пробуждением демонической природы внутри себя, но сумела уберечь Хисуи от повторения своей участи. Избрала целью собственной жизни уничтожение всей семьи Тоно, для чего в тайне ото всех поддерживала силы и в заключённом после нападения на сестру настоящего Сики.
Сэйю: Кана Уэда (аниме), Юки Кувахара (ремейк игры)
Сацуки Юмидзука (яп. 弓塚 さつき Юмидзука Сацуки) — одноклассница Сики, тайно в него влюблённая. Вплоть до переезда Сики практически не общалась с ним, но решила перейти к более активному поведению, испугавшись, что её возлюбленный может навсегда покинуть школу. После обращения в вампира до последнего испытывала угрызения совести от необходимости и инстинктивного желания убивать людей для поддержания собственного существования. В аниме-адаптации была представлена как давняя подруга главного героя и не была вовлечена в цепь мистических событий в Мисаки.
Сэйю: Каори Танака (аниме)

## Разработка

Предварительные варианты дизайна костюма и внешности Сиэль и Акихи

После опубликования своего первого романа Kara no Kyoukai, не получившего на тот момент широкого отклика публики, Киноко Насу по совету своего друга-иллюстратора Такаси Такэути решил создать новое произведение в более коротком и лёгком жанре. Для достижения этой цели ими был организован в начале 1999 года додзин-кружок Type-Moon, в который также вошли двое знакомых Такэути по компании Compile — композитор KATE и программист Киёбэй, а позже ещё и поклонник романов Насу OCSG, ставший ответственным за веб-страницу студии.
По решению Такэути, рассматривавшего первую крупную работу кружка как средство привлечения внимания аудитории к раннему творчеству Насу, будущий продукт должен был стать визуальным романом в жанре эроге. На тот момент сам Насу не был знаком с играми подобной направленности и всерьёз сомневался, сможет ли вписать эротический элемент в сюжет будущего произведения. Чтобы решить эту проблему, Такэути дал Насу пройти наиболее успешные визуальные романы того времени — Kanon, To Heart и One: Kagayaku Kisetsu e, после чего попросил его написать одну эротическую сцену для включения в первую демоверсию игры. Сочтя качество текста приемлемым, Такэути разрешил продолжить работу, однако в дальнейшем для описания подобных сцен Насу использовал преимущественно идеи своих коллег по Type-Moon, сосредоточив своё внимание на описании сеттинга и проработке сюжетных линий персонажей. В отличие от пройденных им визуальных романов Насу решил оставить в качестве центрального персонажа сюжета мужского героя с отчётливо выраженным характером и не смещать излишне акценты в сторону героинь.
В течение 1999 года была выработана концепция будущей работы, первоначально состоявшая из трёх сюжетных арок героинь — Арквейд, Сиэль и Акихи, где главным конфликтом должен был выступать антагонизм вампира и священнослужителя. Сеттинг фэнтези-мира, как и в случае Kara no Kyoukai, был взят из ранней работы Насу — Mahoutsukai no Yoru, где главной героиней выступала побочный персонаж будущего Tsukihime — маг Аоко Аодзаки. Насу отмечал, что, как и в остальных своих работах, черпал вдохновение для фантастической стилистики произведений в творчестве Хидэюки Кикути. Механику выборов в визуальном романе было решено выполнить завуалированной для игрока, так, чтобы верные для прохождения решения предоставлялись до кульминационных моментов и не были бы очевидными. Продолжительность сюжетных арок, по мнению Насу, должна была составлять около тридцати дней, поскольку за меньший срок он считал невозможным развитие полноценных романтических отношений между героями и считал необходимым уделить большее внимание повседневным сценам, способствующим раскрытию темы школьного окружения главного героя и Сиэль как персонажа. Однако под давлением Такэути формат арок был сокращён до десяти дней, что привело к изменению некоторых черт характера Сиэль.
В начальный период разработки концепции предполагалось создать образ Арквейд как классического вампира с чертами характера стереотипной дворянки, который в дальнейшем был пересмотрен в пользу детского поведения и безгрешности и был подчёркнут выбором дизайна костюма белого цвета. Образ Акихи должен был стать отражением понимания автором понятия «леди». По настоянию Такэути в число персонажей были добавлены близнецы-горничные. Для персонажей не планировалось включение элементов моэ-фансервиса, поскольку Насу на тот момент не до конца понимал смысл этого понятия. Среди школьного окружения главного героя было решено выделить друга-гомосексуала, схожего чертами характера с героем аниме «Евангелион» Нагисой Каору и становящегося серийным убийцей против своей воли. После окончания формирования концепции персонаж был преобразован в Юмидзуку Сацуки, а её образ приближен к поведению Акари Фудзисаки из манги Hikaru no Go, и было запланировано создание отдельной сюжетной арки, где бы она выступала как главная героиня. Первая демоверсия игры была представлена на летнем Комикете 1999 года и распространялась бесплатно.

Парк Хибия (Токио), послуживший основой для одной из локаций игры

В январе 2000 года Насу по различным причинам уволился со своей основной должности и был взят на финансовое обеспечение Такэути с условием работы над будущей игрой. В течение пяти месяцев Насу был написан сценарий будущей работы, составивший около 5000 страниц текста, в который также была включена сюжетная арка Хисуи. В это же время без основной работы оказались также KATE и Киёбэй, что позволило всему кружку сосредоточиться над проектом, бета-версию которого планировалось представить уже в августе на летнем Комикете. В качестве движка будущей игры был выбран NScripter благодаря его бесплатному статусу. Для фоновых изображений были использованы обработанные фотографии различных элементов городской архитектуры Токио (как например, района Синдзюку и парка Хибия). По признанию Такэути, в тот период члены кружка не сосредотачивались на качестве выполняемой работы по созданию музыкальных композиций и визуального ряда, поскольку считали его приемлемым для додзин-игры и предполагали завершить разработку в кратчайший срок. Дизайн персонажей был выполнен Такэути по аналогии со своими ранними додзинси: так, внешний облик Сиэль стал развитием героини манги Valkyria и Koori no Hana, а костюмы горничных взяты из Lucky Maid-S. В основу образа Арквейд была положена внешность неизвестной европейской модели, увиденной Такэути в журнале мод в середине 1990-х годов.
Перед выпуском бета-версии, содержащей сценарий «Видимой стороны», KATE и Киёбэй сумели устроиться на новую работу и внутреннего альфа-тестирования игры не было произведено из-за нехватки времени у участников кружка. После Комикета члены Type-Moon стали получать предложения по улучшению отдельных элементов игры, после рассмотрения которых была добавлена функция пропуска виденных ранее сцен и произведена вычитка текста. К удивлению Насу, героиня Кохаку оказалась популярной среди поклонников, по причине чего было решено сделать отдельную сюжетную арку для неё и создать эпилог всей работы. Первоначально Кохаку рассматривалась сценаристом лишь в качестве «тени своей сестры Хисуи», и её арка должна была стать побочной, но затем им было решено создать полноценную ветку, взяв в качестве основы фабулы новой части антагонизм Кохаку с Акихой. По причине нехватки времени в тот период авторы окончательно отказались от идеи создания сюжетной арки Юмидзуки Сацуки. Релиз финальной версии игры был запланирован на зимнем Комикете 2000 года. Тем не менее, за два дня до начала записи игры на диски Такэути было решено включить в качестве элемента игрового процесса сцены-подсказки с Сиэль, воспроизводящиеся после получения концовок игроком и разъясняющие некоторые детали прохождения игры. В течение отведённого срока Насу успел подготовить всю текстовую часть, и игра была направлена в печать.

## Издание
| Системные требования | Системные требования             | Системные требования             |
| -------------------- | -------------------------------- | -------------------------------- |
|                      | Рекомендации                     |                                  |
| Microsoft Windows    |                                  |                                  |
| ОС                   | Windows 98, ME, 2000, XP         | Windows 98, ME, 2000, XP         |
| ЦПУ                  | Pentium III (400 MHz)            | Pentium III (400 MHz)            |
| Объём ОЗУ            | 128 MB (98/ME), 256 MB (2000/XP) | 128 MB (98/ME), 256 MB (2000/XP) |
| Место на диске       | 250 ΜB                           | 250 ΜB                           |
| Видеокарта           | 32MB VRAM                        | 32MB VRAM                        |

27 декабря 2000 года на зимнем Комикете стартовала продажа игры. Первоначально по планам Такэути тираж должен был составлять 1500 экземпляров, но из-за неуверенности членов кружка в спросе на визуальный роман количество отпечатанных компакт-дисков было сокращено до 1000 копий. К удивлению членов Type-Moon, из восьми коробок с копиями игры, доставленных на ярмарку, было распродано шесть. После окончания Комикета был подготовлен дополнительный тираж в 500 экземпляров, который распространялся Такэути в магазинах Акихабары. В конце января 2001 года был издан Tsukihime Plus-Disc, содержавший в себе все демоверсии, две побочные истории, включённые в визуальный роман, первые четыре главы Kara no Kyoukai и различные изображения. В апреле 2003 года Tsukihime вместе с продолжением Kagetsu Tohya вошёл в сборник Tsukibako (яп. 月箱 Цукибако, букв. «Лунная коробка»), в котором был осуществлён переход с игрового движка NScripter на KiriKiri. В сборник были также включены отдельные записи музыкальных композиций игры и их аранжированные версии. Tsukibako стал последним релизом Type-Moon как додзин-кружка.
Суммарно в первые годы существования додзин-кружка было реализовано более 65 тысяч копий визуального романа, что представляло в тот период огромный успех для небольшого рынка любительских работ. Вместе с Touhou Project и Higurashi no Naku Koro ni игра стала одной из трёх наиболее прибыльных франшиз додзин-софта по состоянию на 2013 год, чей объём продаж превысил 100 тысяч копий. По признанию автора Higurashi no Naku Koro ni Рюкиси07, Tsukihime стал примером коммерчески успешного проекта на рынке любительских визуальных романов для других авторов и склонил его к созданию собственной игры. Согласно рейтингу, составленному изданием Dengeki G's Magazine в 2008 году, Tsukihime стал тридцать восьмым в числе наиболее популярных визуальных романов за всю историю.

### Ремейк
Уже в 2002 году Киноко Насу при создании радиопостановки по роману Kara no Kyoukai отмечал, что хотел бы внести ряд изменений в Tsukihime с учётом развития истории в игре Kagetsu Tohya, улучшить качество текстовой и графической части работы, а также включить озвучивание диалогов персонажей. Однако сценарист подчеркнул, что рассматривает возможность старта подобного проекта лишь при накоплении достаточного капитала Type-Moon, проводившей в тот момент процесс коммерциализации. Главным же приоритетом компании в тот момент была названа работа над визуальным романом Fate/stay night.
В 2008 году ставший генеральным директором компании Такаси Такэути объявил о планировании ремейка Tsukihime, который был бы приурочен к десятилетию образования Type-Moon и ориентирован как на прежних поклонников игры, так и на новых игроков. Однако из-за общей загруженности начало разработки было отложено до окончания перевода в формат визуального романа Mahoutsukai no Yoru. В числе возможных изменений Такэути упомянул полную переработку всего визуального контента игры, однако подчеркнул, что принцип подачи сюжета, полное понимание которого возможно лишь при сопоставлении фактов из различных сюжетных арок, будет сохранён. В Type-Moon на тот момент не было принято решение о возрастном рейтинге будущего ремейка, и обсуждались варианты полного удаления хентайных сцен. Несмотря на повсеместное использование озвученных диалогов персонажей в других визуальных романах, Такэути подчеркнул, что и по этому вопросу в то время не был достигнут консенсус, поскольку это существенно замедлило скорость чтения и потребовало бы радикального изменения текста.
В 2012 году после официального издания Mahoutsukai no Yoru руководство Type-Moon официально объявило о начальном этапе работ по ремейку Tsukihime для профессионального издания, которые предполагалось вести вместе с сиквелами других игр. В 2015 году были обнародованы первые детали ведущейся разработки. Так, например, было сообщено, что основу графического материала визуального романа вновь составят виды города Токио, но на сей раз в виде не обработанных фотографий, а полностью нарисованных фоновых изображений. Был также изменён дизайн персонажей в сторону более современного стиля одежды и причёсок, соответствующего экстравертному характеру части героев. Киноко Насу со своей стороны уведомил о желании создать отложенную в оригинале и во время написания Kagetsu Tohya сюжетную арку Юмидзуки Сацуки и лучше раскрыть сеттинг истории, для чего к включению в сюжет были запланированы новые персонажи. Тем не менее, по признанию Такэути, уже на тот момент большая часть сотрудников Type-Moon оказалась задействована в создании тактической ролевой онлайн-игры Fate/Grand Order, и разработка ремейка Tsukihime была переведена в ранг долгосрочной перспективы.
Лишь 31 декабря 2020 года состоялся новый анонс ремейка, согласно которому выпуск на платформах PS4 и Nintendo Switch был запланирован уже на лето 2021 года. Зрителям была продемонстрирована заставка будущей игры, выполненная студией ufotable, а также было объявлено о замене состава сэйю. Дата выхода — 26 августа 2021 года. В начале 2023 года продажи превысили 300 тысяч копий. В июне 2023 года был анонсирован релиз для Windows. 27 июня 2024 года ремейк вышел на английском языке для PlayStation 4 и Nintendo Switch. Aniplex объявила, что ввиду издательской политики Sony в артбуке Tsukihime: A piece of blue glass moon были отредактированы две страницы с изображениями, в то время как издание для Nintendo Switch напечатано без изменений. Разработчики заверили, что это не означает правки в самой игре.

## Аниме
Успех додзин-игры не остался без внимания со стороны крупных игроков индустрии аниме, и уже в начале января 2002 года в продюсерской компании Pioneer LDC появились первые планы о создании мультипликационной адаптации визуального романа. До начала марта был разработан проект будущей экранизации, который позже был представлен Type-Moon и окончательно утверждён членами кружка в следующем месяце. 22 сентября 2002 года на мероприятии Rondo Robe Maiden Flight, приуроченном к десятилетию продюсерской компании и прошедшем на арене «Коракуэн» в Токио, состоялось официальное объявление о старте работ по созданию аниме-сериала студией J.C.Staff. На должность режиссёра-постановщика был утверждён Кацуси Сакураби, для которого сериал стал первой работой в подобном ранге; роль автора сценария досталась Хироко Токите, дизайнера персонажей — Каору Одзаве.
На момент своего назначения Сакураби не имел представления о сюжете визуального романа и перед началом работы принял решение полностью ознакомиться с оригинальной игрой. Как он отмечал в дальнейшем, его первое впечатление было положительным, но проецирование полученной информации на предстоящую адаптацию вызвало неловкость от осознания факта, что у каждого персонажа произведения имеется собственная богатая предыстория, и все детали невозможно будет отразить в рамках выбранного продюсерами формата 12-серийного аниме. Исходя из этого, Сакураби было принято решение о минимальном отображении побочных сюжетных линий, после чего Хироки Токита выбрал за основу будущего сериала арку Арквейд с её истинной концовкой и поставил главным приоритетом максимально точную передачу развития романтических отношений между ней и Тоно Сики. Кроме того, для компенсации отсутствия моэ-элементов в оригинале режиссёром было принято решение о создании нескольких сцен фансервисной направленности (например, посещение горячих источников). Поведение героев во время сражений и сама постановка боёв были упрощены для большего реализма визуального ряда. Сцены же с элементами эрогуро, несмотря на отсутствие запрета со стороны продюсеров и студии, были подвергнуты Сакураби цензуре и сокращению по причине неприятия режиссёром-постановщиком подобного содержания.
Изменению по сравнению с визуальным романом были подвергнуты и некоторые характеры героев, в частности образ Тоно Сики был упрощён по причине отсутствия экранного времени на экспозицию оттенков его типажа и объяснение причин его формирования. По этой причине была изменена сцена, в которой Сики убивает Арквейд: изменилось место действия — вместо квартиры был использован городской парк. Тем не менее, причина такого поведения персонажа так и не была объяснена авторами адаптации, поскольку, по мнению Сакураби, для раскрытия этой черты требовалось осуществить сближение главного героя с Акихой. Сцены с самой Акихой были выстроены при создании сценария таким образом, чтобы максимально отдалить её от Сики, поскольку её любовь к главному герою, на взгляд режиссёра, могла слишком оттенить романтическую линию Арквейд. Несмотря на это, Сакураби отмечал, что получившийся в итоге образ младшей сестры всё равно выглядит более любящим и нежным, нежели Арквейд или Сиэль, даже с учётом отсутствия раскрытия причины этих чувств у героини. Наиболее радикально был изменён характер Кохаку, превратившейся из антагониста в защитника Акихи, поскольку её сюжетную линию не удалось вписать в установленный формат сериала даже на уровне принятого в сеттинге факта. По сравнению с оригиналом существенно была изменена роль в сюжете Юмидзуки Сацуки, избежавшей превращения в вампира и ставшей вместе с Арихико Инуи основным персонажем школьного окружения главного героя.

Персонажи аниме-сериала. Слева направо: Арквейд Брюнстад, Арихико Инуи, Юмидзука Сацуки, Сиэль, Сики и Акиха Тоно

Функции Type-Moon при создании сериала ограничивались контролем над дизайном персонажей и оглашением некоторых пожеланий по последовательности сюжета. В частности, Киноко Насу рекомендовал группе аниматоров начать историю в соответствии с хронологией визуального романа, но по решению режиссёра часть сцен была продемонстрирована в ретроспективе, в форме воспоминаний главного героя, а Такаси Такэути настоял на изменении предварительного варианта эмоций Сиэль. Позже Каору Одзава отмечал, что именно Сиэль была наиболее трудным персонажем с точки зрения создания визуального ряда, поскольку помимо мимики сложности возникали с передачей преломления и отражения света через очки героини.
5 июня 2003 года J.C.Staff, Type-Moon и Pioneer LDC провели прослушивание актёров на роль сэйю персонажей, в котором приняли участие более сорока человек. Основным критерием отбора служило воспроизведение реплик героев во время повседневных сцен, поскольку, на взгляд организаторов, характерные диалоги в течение сражений обладали высоким уровнем пафоса и могли привести к неубедительному и наигранному исполнению основной части ролей. Во внимание не принималась известность сэйю по предыдущим работам, в связи с чем на роль Арквейд была утверждена Хитоми Набатамэ, которая должна была впервые в карьере озвучивать главного персонажа сериала. В этот же период к производству адаптации подключилось издательство Kadokawa Shoten. 9 августа 2003 года утверждённый состав сэйю был оглашён публике, и уже в конце месяца стартовало финальное озвучивание.
Телевизионный показ стартовал 9 октября 2003 года на каналах BS-i, Tokyo Broadcasting System и Animax и продолжался до 25 декабря. Впоследствии Shingetsutan Tsukihime также демонстрировался региональными отделениями Animax в Юго-Восточной Азии и Латинской Америке, соответственно на английском и испанском языках. Для распространения записей аниме-сериал был лицензирован в Северной Америке Pioneer LDC, сменившей название на Geneon Entertainment. Права на территории Великобритании, Австралии и Франции были приобретены компаниями MVM Films, Madman Entertainment и Kazé, соответственно. Выпуск издания аниме на DVD-носителе стартовал уже 26 октября 2003 года в виде ограниченного издания, содержавшего в качестве дополнительного материала рисунки Такаси Такэути и пролог истории. Всего было выпущено три диска, каждый из которых содержал по четыре серии. В Японии на 2004 год вышли 6 DVD.

## Музыка
17 марта 2002 года совместно с Maneuver Records был издан официальный альбом музыкальных композиций, использованных в визуальном романе, Ever After ~Music from «Tsukihime»~, содержавший 13 треков. Все композиции были написаны KATE, часть из них была также подвергнута аранжировке Number201 и James Harris. Первоначально альбом распространялся как додзин-продукция, однако 24 февраля 2004 года состоялось его профессиональное переиздание компанией Geneon Entertainment под названием Ever After ~Music from «Tsukihime» Reproduction~. В отличие от первого издания новый диск содержал дополнительно обновлённую версию композиции «Ever After».
Для создания музыкального сопровождения аниме-сериала Shingetsutan Tsukihime студией J.C.Staff был приглашён композитор Тосиюки Омори. В качестве открывающей композиции на всём протяжении сериала использовалась тема «The Sacred Moon». Закрывающая композиция «Rinne no Hate Ni…» была исполнена сэйю героини Сиэль — Фумико Орикасой, которая выпустила её в качестве своего дебютного сингла. 10 декабря 2003 и 5 марта 2004 года в Японии на компакт-дисках было издано два альбома, составленных из полного саундтрека сериала и получивших названия Lunar Legend Tsukihime Original Soundtrack 1: Moonlit archives и Lunar Legend Tsukihime Original Soundtrack 2: Moonlit Memoirs. Позже в 2004 году состоялось издание этих альбомов и на территории Северной Америки под началом международного отделения Geneon Entertainment.
| №                   | Название                             | Автор(ы)            | Длительность |
| ------------------- | ------------------------------------ | ------------------- | ------------ |
| 1.                  | «Kanjou» (感情)                      | KATE                | 2:28         |
| 2.                  | «Touka» (灯火)                       | KATE                | 3:10         |
| 3.                  | «Hinata» (日向)                      | KATE, Number201     | 2:31         |
| 4.                  | «Genbu» (幻舞)                       | KATE, Number201     | 3:12         |
| 5.                  | «Ketsubetsu» (訣別)                  | KATE                | 2:26         |
| 6.                  | «Youka» (妖夏)                       | KATE                | 2:21         |
| 7.                  | «Boukyou» (望郷)                     | KATE                | 1:51         |
| 8.                  | «Tsukihime» (月姫)                   | KATE                | 3:12         |
| 9.                  | «Gekka» (月下)                       | KATE                | 1:58         |
| 10.                 | «ever after (ED size)»               | KATE, Number201     | 1:49         |
| 11.                 | «Gekka JH remix» (月下 JH remix)     | KATE, James Harris  | 4:44         |
| 12.                 | «Boukyou JH remix» (望郷 JH remix)   | KATE, James Harris  | 4:38         |
| 13.                 | «Tsukihime JH remix» (月姫 JH remix) | KATE, James Harris  | 7:13         |
| Общая длительность: | Общая длительность:                  | Общая длительность: | 41:33        |

## Манга
На основе оригинальной игры Сасаки Сёнэном для возрастной категории сёнэн была создана манга Shingetsutan Tsukihime, публиковавшаяся в журнале Dengeki Daioh издательства ASCII Media Works в период с октября 2003 года по сентябрь 2010 года в 10 танкобонах, выходивших с различной периодичностью. Данная работа представляет собой адаптацию событий сюжетной арки Арквейд с её истинной концовкой, дополненную элементами других арок и оригинальным эпилогом, и не является переложением одноимённого аниме-сериала. В периоды публикаций манга попадала в десятку лидеров рейтинга продаж аналогичной продукции в течение месяца в Японии. Серия была лицензирована компанией ComicsOne для издания в Северной Америке в 2004 году (после расформирования компании в 2005 году права перешли к DrMaster) и Ki-oon во Франции в 2007 году. На территории Китайской Республики выпуск манги осуществлялся местным отделением компании Kadokawa Shoten.
Помимо прямых адаптаций визуального романа были созданы и комедийные серии, использующие основных и побочных персонажей оригинала. В 2001 году Такаси Такэути были написаны две додзинси Tsukihime Hiyori (яп. 月姫日和 Цукихимэ Хиёри) и Tsukihime Tsuushin (яп. 月姫通信 Цукихимэ Цу:син), выдержанных в сеттинге Tsukihime и распространявшихся на Комикете, а также в качестве бонуса к заказу оригинальной игры по почте. С 2004 по 2005 год журналом Ichijinsha выпускалась комедийная манга Take Moon авторства Эри Такэнаси, использующая персонажей визуальных романов Fate/stay night, Tsukihime и других произведений Type-Moon. С 12 августа по 31 декабря 2011 года на её основе был создан 12 серийный OVA-сериал Carnival Phantasm производства Lerche.
К десятилетию компании Type-Moon в 2011 году была подготовлена манга KohaAce (яп. コハエース Коха Э:су), в которой главными героинями выступали Кохаку и Акиха. Сама работа была выполнена мангакой Кэйкэнти в стилистике тиби, первоначально была озаглавлена как Type-Moon 10 Shuunenkinen Manga (яп. TYPE-MOON10周年記念漫画) и выпускалась в журнале Comptiq издательства Kadokawa Shoten в виде десяти отдельных глав до марта 2012 года, после чего выпущена как ваншот. Далее серия получила продолжение в виде сиквелов KohaAce +, KohaAce EX, KohaAce XP, KohaAce GO и KohaAce DX, в которые помимо персонажей Tsukihime были включены также герои Mahoutsukai no Yoru, Fate/stay night, Fate/Extra, Fate/Apocrypha и Fate/Grand Order и выпускавшихся вплоть до октября 2017 года. Кроме основной серии был создан также ряд коротких кроссоверов с мангами Lucky Star, Fate/kaleid liner Prisma Illya и Kantai Collection.
С 2013 по 2014 год в трёх танкобонах журналом Comp Ace была выпущена манга Hana no Miyako! (яп. 花のみやこ! Хана но Мияко!, букв. «Цветок Мияко!») авторства Такэру Кирисимы, главной героиней которого является родная дочь семьи, где воспитывался Сики Тоно — Мияко Арима. Официально издание было объявлено первой частью серии, однако продолжения публикации не последовало.

## Отзывы и критика

### Игровой процесс и сюжет
Рецензенты положительно оценили сюжет визуального романа и его адаптаций, отмечая удачно использованную стилистику готической литературы. На взгляд критика портала UK Anime Network Росса Ливерсиджа, благодаря «тёмной, мстительной и угнетающей атмосфере» и вампирской тематике произведение напоминало мангу Vampire Princess Miyu. В 2008 году журнал «Мир фантастики» включил Tsukihime в список 100 лучших фантастических игр, раздел «Приключения». Отмечалось, что текстовый квест является эталоном жанра — «запутанный клубок лжи и страха, который не останавливаясь перечитываешь вновь и вновь, силясь понять: что же там было на самом-то деле…».
Игровой процесс и сценарий визуального романа, по мнению обозревателя Manga-News, существенно отличались от типичных произведений в этом жанре благодаря высокой сложности прохождения и «взрослым» темам, рассматриваемым в произведении. Игра побуждала читателя глубже погружаться в скрытые сюжетные линии и давала возможность взглянуть на отдельные элементы повествования с точки зрения происходящего в различных сюжетных арках, что позволяло игрокам самостоятельно формировать целостную картину сеттинга, постепенно продвигаясь к центру загадки с помощью небольших подсказок.
Согласно оценке большинства критиков, сюжету Tsukihime удалось избежать повторения типичных клише о сверхъестественном, что способствовало подчёркиванию драматизма и таинственности фабулы. Благодаря этой нестандартности был воспринят положительно образ Арквейд, причём обозреватели выделяли высокую человечность героини и её детский характер, способствовавших общему улучшению восприятия сюжета. Критики The Fandom Post Крис Беверидж и Ричард Гутьеррес подчёркивали удачный отход авторов от вампирских штампов через столкновение стереотипов главного героя с поведением Арквейд. Согласно рецензии IGN, дизайн героини, как и прочих персонажей, был тоже выполнен без использования шаблонов аниме-индустрии, поскольку ни разу не был представлен стиль Gothic & Lolita, подходивший по тематике произведению. По мнению Иэна Вольфа из Anime UK News, Арквейд возможно стала единственным вампиром в истории аниме, одетым в свитер из Marks & Spencer.
Созданные образы прочих персонажей также были положительно встречены рецензентами. Согласно критикам Anime News Network Карло Сантосу и Джастину Фримену, герои произведения вызывали чувство симпатии и сочувствия благодаря глубокой проработке их характеров, что являлось сильной стороной всего произведения. Фримен отмечал также реалистичность передачи эмоций персонажей, которые не несли в себе оттенков наигранности, особенно выделяя среди прочих образ Акихи Тоно. По мнению Джанет Крокер из Animefringe, на протяжении всего повествования наблюдается развитие характера главного героя, тесно переплетающееся с развитием его романтических отношений. Согласно Ричарду Гутьерресу, наиболее убедительно выглядела связь не осознающего своего места в мире Сики и Арквейд, желающей взаимодействия с этим миром. По оценке критиков развитие романтических линий было выполнено с более «зрелым подходом», нежели в других эроге-произведениях и содержало малое число ходов, характерных для жанра гарем. Включение насилия и кровопролития, согласно Карло Сантосу, были применено удачно и представлялось крайне значимым для верного восприятия сюжета Tsukihime, а не служило лишь средством для нагнетания искусственной напряжённости.

### Аниме-адаптация
Профессиональные критики положительно оценили работу, проделанную студией J.C.Staff по адаптации визуального романа, что стало первым примером для додзин-игры за всю историю аниме-индустрии. Главным достоинством сериала было названо его музыкальное сопровождение с элементами хорового пения и классической музыки, которое было охарактеризовано как «наилучшим образом подчёркивающее происходящее на экране», что, согласно рецензии THEM Anime, подходило атмосфере произведения, в отличие от стандартных J-pop композиций других серий. Тем не менее, по мнению Карло Сантоса, несмотря на свой меланхоличный характер и красивое звучание отдельные музыкальные композиции являлись достаточно однотипными и незапоминающимися. В рецензии Джанет Крокер на сборник музыкального сопровождения сериала саундтрек был назван «хорошо подходящим для прослушивания во время нахождения в одиночестве». По мнению Ричарда Гутьерреса, отдельные звуки, использованные как спецэффекты при озвучивании различных сцен, отличались излишней простотой. Визуальная часть работы получила высокую оценку со стороны рецензентов, отмечавших улучшение дизайна персонажей по сравнению с первоисточником, качественно выполненные фоновые изображения, а также общий баланс элементов анимации и цветовой гаммы и реалистичный художественный стиль. Тем не менее, согласно рецензиям The Fandom Post, затемнение изображения во время боевых сцен было использовано неоправданно и скрывало часть визуального контента, присущего жанру ужасов.
Сюжет сериала был воспринят неоднозначно из-за значительного отхода в канве повествования от первоисточника. Задача режиссёра-постановщика и сценариста, на взгляд Джастина Фримена, состояла в попытке сбалансировать медленную экспозицию боевых сцен оригинала с сохранением ощущения сверхъестественного, не разрушая в адаптации темп общего течения фабулы и внимание, фокусирующееся на отдельных персонажах. Однако, по мнению ряда критиков, элементы эпичности и жанра ужасов были утрачены, что было вызвано краткостью сражений и слабым использованием спецэффектов, приводившее, согласно THEM Anime, к апатии во время просмотра боевых сцен. По мнению Ричарда Гутьерреса, создатели сериала предполагали предварительное знакомство аудитории с первоисточником, поскольку основной сюжет был сильно сжат и чрезвычайно труден для восприятия. Это же отмечалось и в других рецензиях критиков, где подчёркивалась необходимость неоднократного просмотра сериала для попытки полноценно разобраться хотя бы в основной сюжетной линии произведения, представленной крайне запутанным образом из-за многочисленных примеров использования обратного кадра. Джанет Крокер объясняла подобное впечатление от просмотра сериала отсутствием акцентов со стороны режиссёра на важных для сюжета моментах, из-за чего многие из них легко упускались неподготовленным зрителем. Также, по мнению Крокер, оказалась нераскрыта центральная сюжетная линия сериала, построенная на противостоянии «истинных предков» и «мёртвых апостолов», поскольку ей так и не дано было объяснение.
Фансервисные сцены, отсутствовавшие в первоисточнике и добавленные в среднюю часть сериала, были признаны неудачными, поскольку вызывали резкий перепад в темпе развития фабулы, были выполнены на уровне шаблонов романтических сёнэн-произведений и являлись, по мнению Карло Сантоса, «бесполезными для раскрытия персонажей». Образ Тоно Сики, согласно Джанет Крокер, был воплощён в адаптации в виде шаблонного «героя с комплексом спасителя», стремящегося защитить всех своих близких. Побочные же персонажи, по мнению различных критиков, были недостаточно проработанными и лишёнными мотивации и развития по ходу повествования. Так, Крокер оценила образы Хисуи и Кохаку как типичных горничных из игр жанра эроге, а Крис Беверидж выделил крайне непонятный и противоречивый характер Сиэль. Согласно Карло Сантосу, сокращения первоисточника привели к восприятию части сюжетных поворотов, как искусственных случайностей. Аналогичное мнение было высказано и в рецензии THEM Anime в отношении начала романтической линии между Сики и Арквейд.
В итоге, как отмечали критики THEM Anime и Anime News Network, сериал Shingetsutan Tsukihime, несмотря на неплохое итоговое качество, обладал более значительным потенциалом для того, чтобы стать знаковой работой для своего периода, однако не сумел им воспользоваться из-за способа подачи сюжета и различных мелких недоработок. Джонатан Клементс и Хелен Маккарти в энциклопедии предлагали сравнить с «Хеллсингом» и Vampire Princess Miyu. В среде фанатов продукции Type-Moon сериал был воспринят с резким неодобрением из-за чрезмерного сокращения оригинальной истории, изменения характеров персонажей и введения дополнительных сцен, вследствие чего получило распространение мнение, что существование аниме-адаптации визуального романа следует игнорировать. Тем не менее, несмотря на яростный негатив со стороны зрителей, Shingetsutan Tsukihime полностью закончен, в сюжете чётко выражены основные линии — мистическая и романтическая, хентая нет, исполнение нельзя назвать шаблонным, отсутствуют сомнения в вопросе, кого любит главный герой. Арквейд Брюнстад вышла очаровательной и завораживающей.

### Манга-адаптация
Серия манги, созданная Сасаки Сёнэном, получила положительные оценки обозревателей, акцентировавших внимание на качестве изобразительной работы и сюжете адаптации. По мнению критиков, издание отличалось большой детализацией фоновых изображений, достоверным отображением движения персонажей и зрелищной постановкой боевых сцен с точки зрения вёрстки танкобонов. Дизайн персонажей, на взгляд Карло Сантоса, был приближен к оригиналам из визуального романа, что делало их легко узнаваемыми для поклонников серии, однако критик также отмечал, что в случаях, где не была применена дополнительная отрисовка фона, мангака использовал примитивную заливку оттенков серого цвета, придававшую манге схожесть с «раскадровкой для аниме-экранизации».
Сочетание текста и изображения было признано неудачным из-за большого объёма диалоговой части, зачастую превалировавшей над действием и приводившей к замедлению развития сюжетных линий. Стиль мангаки, по мнению Карло Сантоса, больше соответствовал в первых томах произведения канонам жанра романтической комедии, нежели ужасов, но, на взгляд Лори Хендерсон, начиная с шестого тома, с увеличением возрастного рейтинга наметился переход к более кровавым сценам, среди которых обозреватель выделяла предысторию Сиэль, хорошо раскрытую в отличие от аниме-адаптации. В рецензии Manga-News отмечалось, что несмотря на наличие некоторых элементов жанра гарем, серия хорошо поддерживала саспенс на всём протяжении повествования, что нивелировало негативное впечатление от наигранного поведения некоторых героев.
Мнения рецензентов разделились в оценке концентрации сюжетных линий на личности главного героя и его предыстории: согласно Лори Хендерсон именно это аспект привлекал читателя, в отличие от довольно типичного контента жанра ужасов и вампирской тематики, однако Карло Сантос усматривал в этом причину неудачи в создании мистической атмосферы, которую на протяжении большей части повествования сменили повседневные сцены. Согласно рецензии портала Manga-News, подробная экспозиция событий в школе и особняке Тоно хорошо передавала разницу в атмосфере сеттинга, подчёркивая тем самым особенности главного героя. Лори Хендерсон также выделяла удачную подачу мелких сюжетных деталей, способствовавших формированию картины происходящего у читателя, и хорошее развитие персонажей. Также рецензентами положительно отмечалось практически полное отсутствие этти-фансервиса, который, согласно рецензии IGN, «был заменён на очарование героев».

## Связанная продукция
На волне популярности визуального романа Tsukihime на его основе было создано несколько игр, являющихся прямыми продолжениями основной сюжетной линии произведения. Первым из их числа стал сиквел Kagetsu Tohya, выпущенный 10 августа 2001 года в формате эроге и распространявшимся на летнем Комикете. Сюжет игры повествует о событиях, развивающихся через год после окончания Tsukihime, и построен по принципу временной петли, в которую попал главный герой Сики Тоно. Целью игрока является многократное прохождение единственного игрового дня по маршрутам различных сюжетных арок для установления причин феномена и попытки выбраться в реальность.
30 декабря 2002 года на зимнем Комикете публике был представлен двухмерный файтинг c элементами визуального романа Melty Blood, созданный Type-Moon при сотрудничестве с French Bread. Сюжетная линия является продолжением событий Kagetsu Tohya, где в отличие от формата визуального романа изменение прохождения игры определяется не выборами игрока, а результатами поединков с различными противниками. В 2004 году к Melty Blood было выпущено дополнение — Re-ACT, содержавшее изменение отдельных игровых механик и характеристик персонажей, а также продолжение основной истории. С 2005 года разработка серии стала проводиться совместно с компанией Ecole Software, после чего было выпущено ещё три игры — Melty Blood: Act Cadenza (2005 год), Melty Blood: Actress Again (2008 год) и Melty Blood: Actress Again Current Code (2010 год). Последние выпуски игр были выполнены как профессиональные и реализовывались в версиях для PC и PlayStation 2, а также портировались компанией Sega для аркадных автоматов системы RingWide. С апреля 2006 года по август 2010 года в журнале Comp Ace издательства Kadokawa Shoten публиковалась манга-адаптация игры, выполненная иллюстратором Такэру Кирисимой.